# Xenoloba elegans
Xenoloba elegans är en skalbaggsart som beskrevs av Sakai 1998. Xenoloba elegans ingår i släktet Xenoloba och familjen Cetoniidae. Inga underarter finns listade i Catalogue of Life.